# Hopea sphaerocarpa
Hopea sphaerocarpa là một loài thực vật thuộc họ Dipterocarpaceae. Loài này có ở Indonesia và Malaysia.